# PFK Levski Sofia
Maillots
Le Profesionalen Fudbolen Klub Levski Sofia (en bulgare : Професионален Футболен Клуб Левски София), plus couramment abrégé en Levski Sofia, est un club bulgare de football fondé en 1914 et basé à Sofia, la capitale du pays.
Le club est la section footballistique du club omnisports du même nom, le Levski Sofia. Cet article ne traite que de la section football.

## Histoire

### Historique

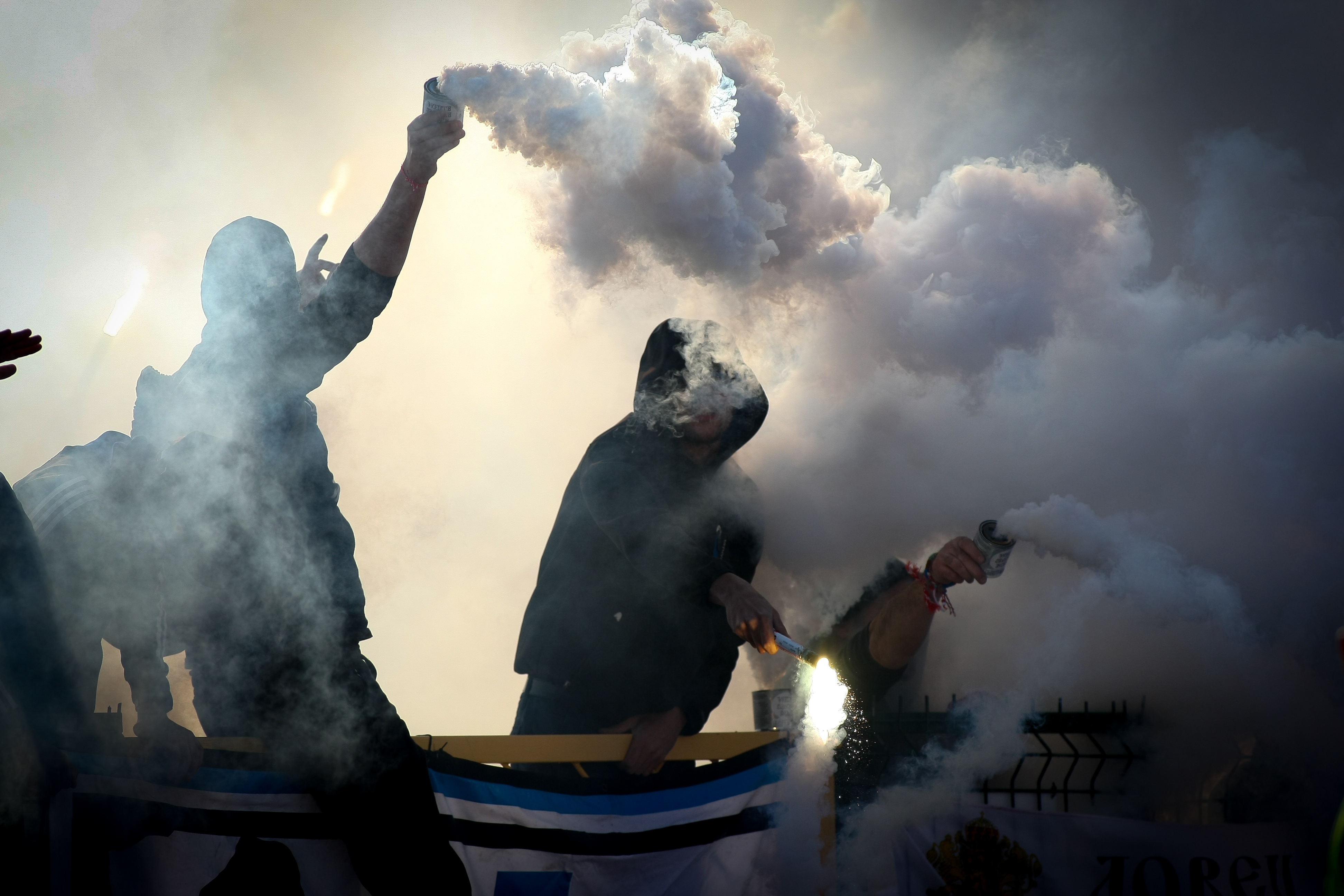
Levski Ultras

- 1914 : créé en 1911 par un groupe d'étudiants du IIe lycée de garçons de Sofia (dont le sport principal était le football), le club fut officiellement enregistré le 24 mai 1914. Son nom fut choisi en l'honneur de Vasil Levski, dit « l'apôtre de la liberté », par un des fondateurs, Boris Vassilev (dit « Borkicha »). Les couleurs du club étaient initialement le rouge et le jaune ; elles furent changées en 1920 pour le bleu actuel[1].
- 1949 : le club est renommé Dinamo Sofia.
- 1957 : le club est renommé Levski Sofia.
- 1965 : première participation à une Coupe d'Europe (C1, saison 1965/66).
- 1969 : fusion avec le FK Spartak Sofia sous le nom de DFS Levski-Spartak Sofia.
- 1985 : révocation de la fusion, le club est renommé FK Vitocha Sofia sur décision du comité central du Parti communiste bulgare à la suite de graves incidents sur le terrain et dans les tribunes lors de la finale de la Coupe de Bulgarie contre le FK CSKA Sofia (qui sera lui aussi renommé).
- 1989 : le club est renommé Levski Sofia.

### Histoire du club
En 1919, le club fusionne avec le Sportklub Sofia, mais la fusion ne dure qu'un an et cesse en 1920. Les deux clubs se séparent alors pour cause de désaccords entre les dirigeants des deux clubs.

## Bilan sportif

### Palmarès
| Compétitions nationales | Compétitions internationales |
| - Championnat de Bulgarie (26) : - Champion : 1933, 1937, 1942, 1946, 1947, 1949, 1950, 1953, 1964-65, 1967-68, 1969-70, 1973-74, 1976-77, 1978-79, 1983-84, 1984-85, 1987-88, 1992-93, 1993-94, 1994-95, 1999-00, 2000-01, 2001-02, 2005-06, 2006-07 et 2008-09. - Vice-champion : 1925, 1929, 1940, 1943, 1948, 1956, 1958, 1959-60, 1960-61, 1963-64, 1965-66, 1968-69, 1970-71, 1971-72, 1974-75, 1975-76, 1980-81, 1981-82, 1982-83, 1986-87, 1988-89, 1991-92, 1995-96, 1997-98, 1998-99, 2002-03, 2003-04, 2004-05, 2007-08, 2010-11, 2012-13, 2015-16 et 2024-25. - Coupe de Bulgarie (26) : - Vainqueur : 1942, 1946, 1947, 1949, 1950, 1956, 1957, 1959, 1966-67, 1969-70, 1970-71, 1975-76, 1976-77, 1978-79, 1983-84, 1985-86, 1990-91, 1991-92, 1993-94, 1997-98, 1999-00, 2001-02, 2002-03, 2004-05, 2006-07 et 2021-22. - Finaliste : 1953, 1964-65, 1968-69, 1973-74, 1984-85, 1986-87, 1987-88, 1995-96, 1996-97, 2012-13, 2014-15 et 2017-18. - Supercoupe de Bulgarie (3) : - Vainqueur : 2005, 2007 et 2009. - Finaliste : 2006 et 2022. | - Coupe de l'UEFA - Quart de finaliste : 1975-76 et 2005-06. - Coupe des coupes - Quart de finaliste : 1969-70, 1976-77 et 1986-87 |

### Bilan européen
Le meilleur rang du club au classement des coefficients UEFA est une 33e position acquise en 1980.
| Compétition              | P  | M   | V  | N  | D  | BP  | BC  | Diff. |
| ------------------------ | -- | --- | -- | -- | -- | --- | --- | ----- |
| Ligue des champions (C1) | 15 | 58  | 15 | 14 | 29 | 74  | 82  | -8    |
| Coupe des coupes (C2)    | 11 | 36  | 14 | 5  | 17 | 70  | 55  | +15   |
| Ligue Europa (C3)        | 26 | 112 | 41 | 25 | 46 | 144 | 150 | -6    |
| Ligue Conférence (C4)    | 2  | 10  | 5  | 3  | 2  | 11  | 7   | +4    |
| Total                    | 54 | 216 | 75 | 48 | 94 | 299 | 294 | +5    |

## Stade

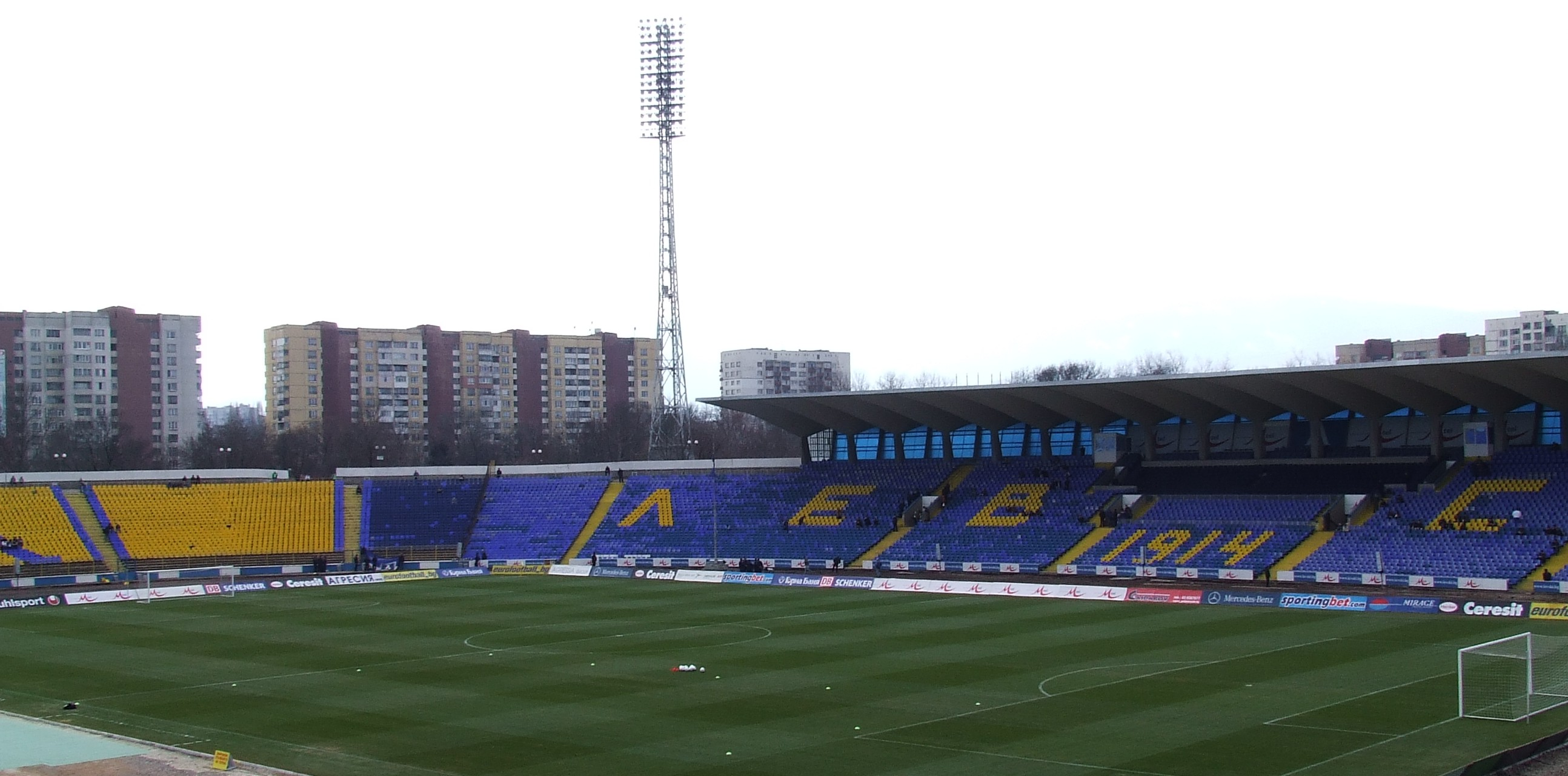
Stade du Levski Sofia avant rénovation

Le nom du Stade Georgi Asparoukhov vient du célèbre joueur du Levski Sofia Georgi Asparuhov qui est mort dans un accident de voiture en 1971.

## Joueurs et personnalités du club

### Entraîneurs
Le tableau suivant présente la liste des entraîneurs du club depuis 1921.
- Boris Vasilev (1921-1923)
- Mihail Borisov (1923-1924)
- Boris Vasilev (1924-1927)
- Ivan Kachev (1927-1932)
- Tsvetan Genev (1932-1933)
- Ivan Radoev (1933)
- Georgi Karaivanov (1934)
- Rudolf Lowenfeld (1934-1935)
- Ivan Radoev (1936)
- Kiril Yovovich (1936-1937)
- Ivan Radoev (1937-1938)
- Dimitar Mutafchiev (1938-1939)
- Asen Panchev (1939-1940)
- Miloš Strużka (1940-1941)
- Asen Panchev (1941-1944)
- Ivan Radoev (1944-1948)
- Rezső Somlai (1948-1949)
- Ivan Radoev (1950-1951)
- Ljubej Petkov (1952)
- Dimitar Mutafchiev (1953)
- Vasil Spasov (1954-1956)
- Georgi Pachedzhiev (1956-1960)
- Koce Georgiev (1960-1961)
- Krastio Chakarov (1964-1964)
- Hristo Mladenov (1964-1965)
- Rudolf Vytlačil (1965-1966)
- Krastio Chakarov (1966-1969)
- Vasil Spasov (1969)
- Rudolf Vytlačil (1969-1970)
- Yoncho Arsov (1971-1973)
- Dimitar Doichinov (1973-1975)
- Ivan Vutsov (1975-1976)
- Vasil Spasov (1976-1977)
- Ivan Vutsov (1977-1980)
- Hristo Mladenov (1980-1982)
- Dobromir Zhechev (1982-1983)
- Vasil Metodiev (1983-1985)
- Kiril Ivkov (1985-1987)
- Pavel Panov (1986-1987)
- Vasil Metodiev (1988-1989)
- Dobromir Zhechev (1989)
- Pavel Panov (1989-1990)
- Vasil Metodiev (1991)
- Dinko Dermendzhiev (1991)
- Ivan Vutsov (1992-1993)
- Andrej Jeliazkov (1992-1997)
- Georgi Vasilev (1993-1995)
- Ivan Kiuchukov (1995-1996)
- Georgi Cvetkov (1996-1997)
- Stefan Grozdanov (1997)
- Mikhaïl Valchev (1998)
- Vyacheslav Hrozny (1998)
- Angel Stankov (1999)
- Ljupko Petrović (1999-2000)
- Dimitar Dimitrov (2000)
- Vladimir Fedotov (2000)
- Ljupko Petrović (2000-2001)
- Georgi Todorov (2001)
- Rüdiger Abramczik (2002)
- Slavoljub Muslin (2002-2003)
- Georgi Todorov (2003)
- Georgi Vasilev (2003-2004)
- Stanimir Stoilov (juin 2004-mai 2008
- Emil Velev (avril 2008-juillet 2009)
- Ratko Dostanić (juillet 2009-octobre 2009)
- Georgi Ivanov (octobre 2009-juin 2010
- Yasen Petrov (juillet 2010-mai 2011)
- Georgi Ivanov (juin 2011-novembre 2011)
- Nikolay Kostov (novembre 2011-mars 2012)
- Georgi Ivanov (intérim) (mars 2012-avril 2012)
- Yasen Petrov (avril 2012-mai 2012)
- Ilian Iliev (juillet 2012-avril 2013)
- Nikolay Mitov (avril 2013-juillet 2013)
- Slaviša Jokanović (juillet 2013-octobre 2013)
- Ivaylo Petev (octobre 2013)
- Antoni Zdravkov (octobre 2013-mars 2014)
- Elin Topuzakov (mars 2014-juin 2014)
- José Murcia (juin 2014-août 2014)
- Georgi Ivanov (août 2014-décembre 2014)
- Stoycho Stoev (décembre 2014-mai 2016)
- Ljupko Petrović  (mai 2016-octobre 2016)
- Elin Topuzakov  (octobre 2016-mars 2017)
- Nikolaï Mitov  (mars 2017-juillet 2017)
- Delio Rossi  (août 2017-juillet 2018)
- Slaviša Stojanovič (juillet 2018-janvier 2019)
- Georgi Dermendzhiev (janvier 2019-avril 2019)
- Petar Houbtchev (avril 2019-juin 2020)
- Georgi Todorov (juin 2020-novembre 2020)
- Slaviša Stojanovič (novembre 2020-mai 2021)
- Jivko Milanov (juillet 2021-août 2021)
- Stanimir Stoilov (depuis septembre 2021)

## Identité du club

### Supporters

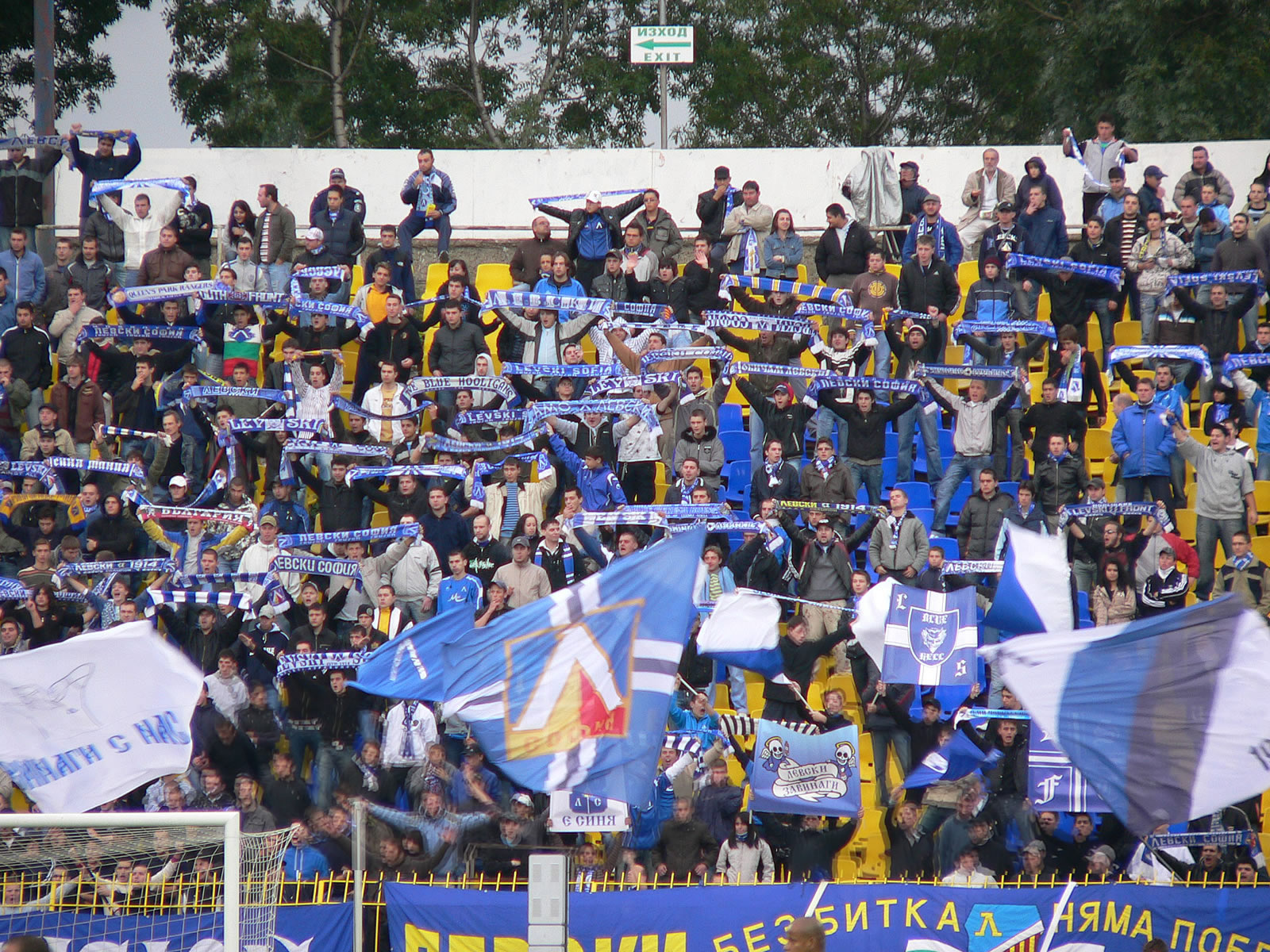
Fans du Levski Sofia.

Il existe au sein du Levski Sofia de nombreux groupes de supporters (« South Division », « Sofia Zapad », « Ultra Varna », « HD Boys »). Ces supporters occupent le secteur B du stade Georgi Asparuhov.

Le club dispose d'une camionnette aménagée comme un magasin de produits dérivés qui suit toujours l'équipe première au cours de ses déplacements à travers toute la Bulgarie et permet ainsi aux supporters d'acquérir différents articles en rapport avec le club.

### Rivalités
Les confrontations opposant les deux clubs les plus titrés et populaires du pays, le Levski Sofia et le CSKA Sofia, leurs valent le surnom de « Derby éternel ».

### Logos

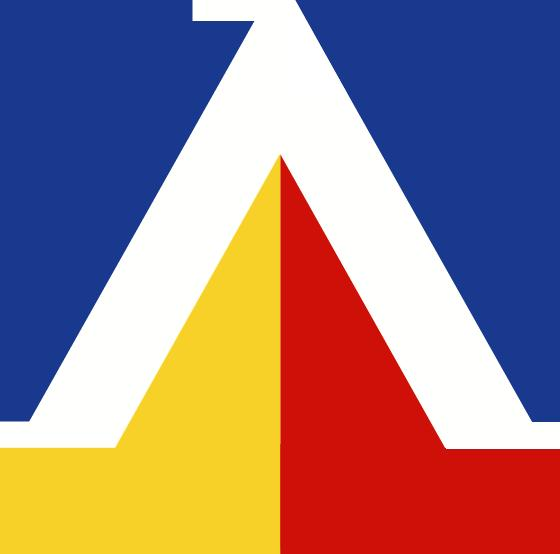
1914-1934
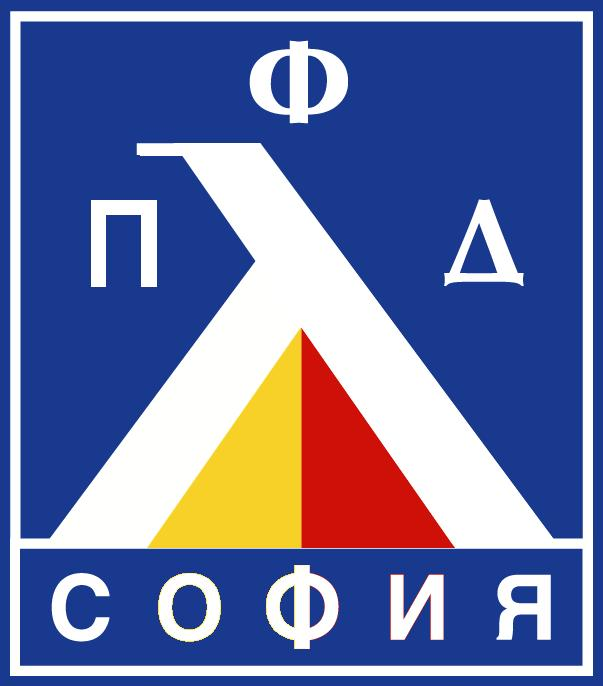
1944-1949
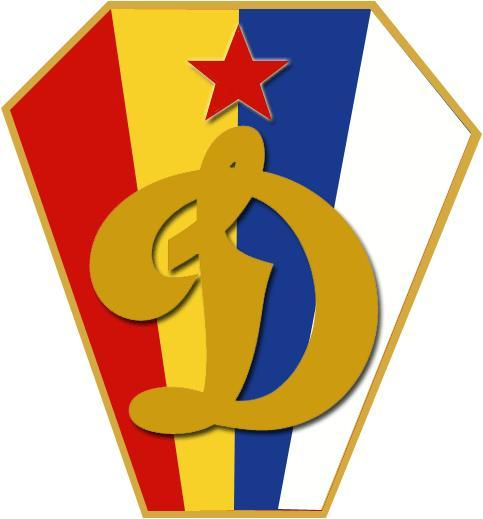
1949-1957
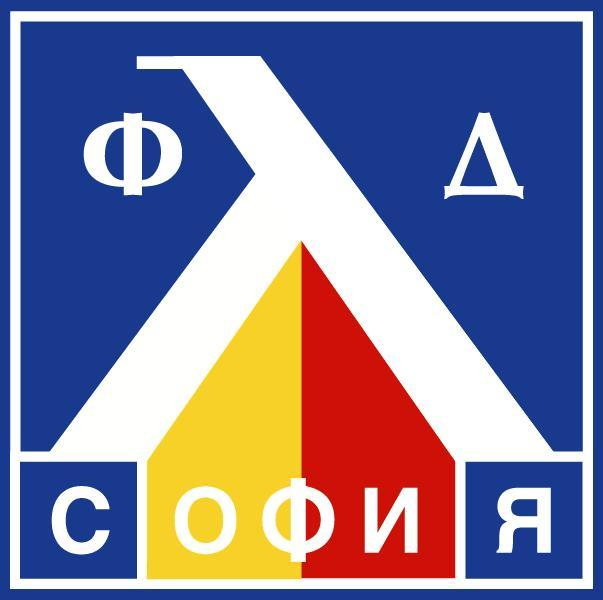
1957-1969
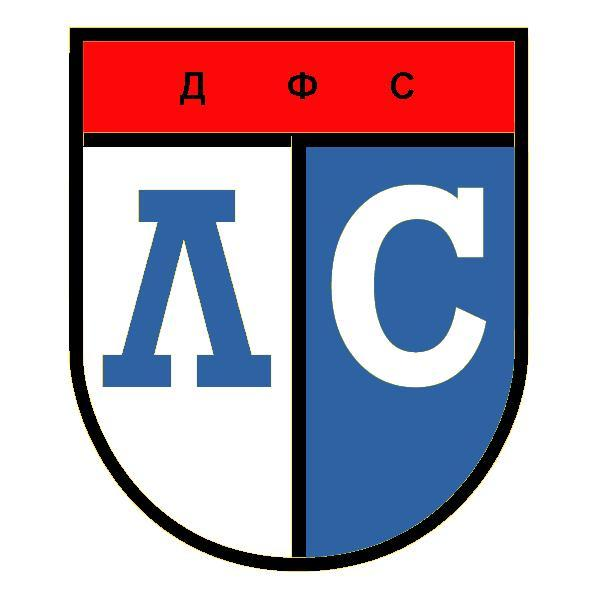
1969-1985
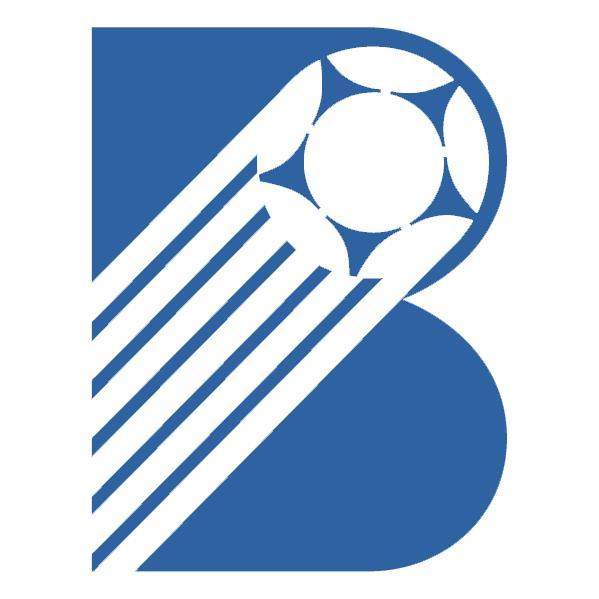
1985-1989

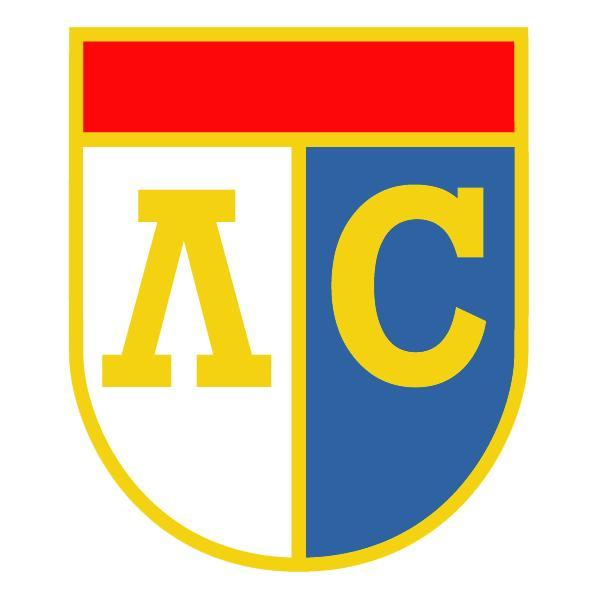
1989-1990
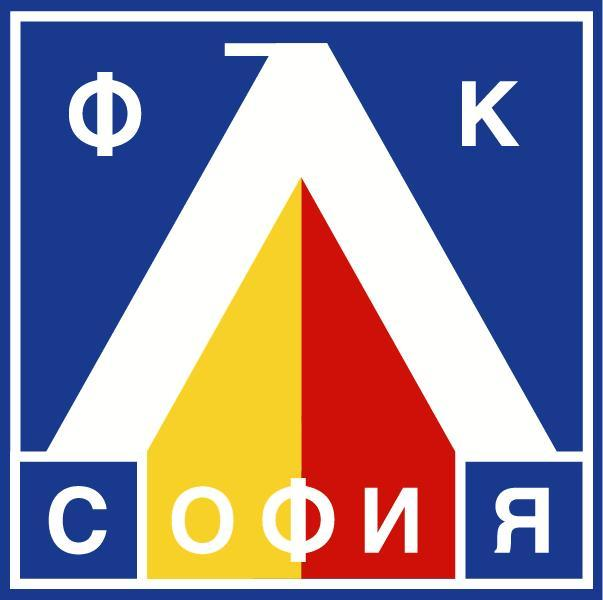
1990-1992
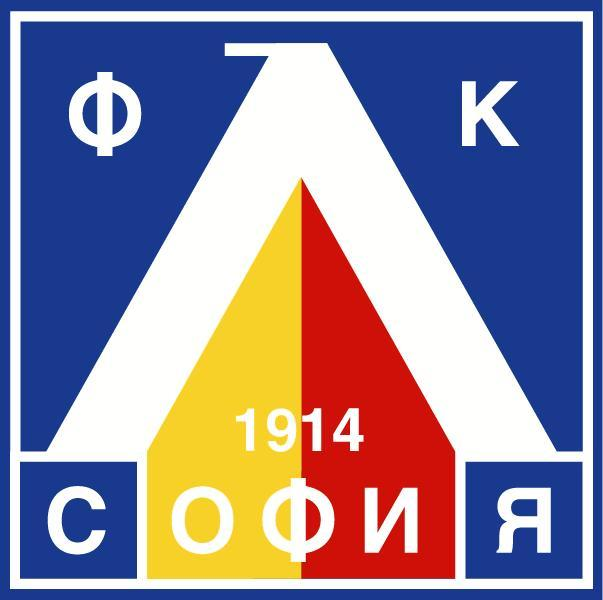
1992-1998
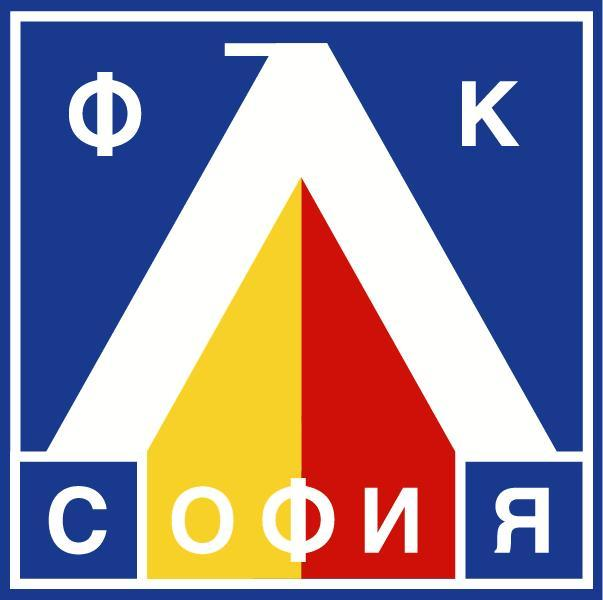
1998-????
2006-????
Logo actuel